# 佩塔尔·伊万诺夫
佩塔尔·伊万诺夫（1894年—1961年），意大利男子赛艇运动员。他曾代表意大利参加1924年夏季奥林匹克运动会赛艇比赛，获得八人单桨有舵手铜牌。